# Hapkido
Hapkido is een vrij jonge Koreaanse zelfverdedigingskunst die ontstaan is uit een mix van diverse traditionele Koreaanse krijgskunsten maar ook met stevige wortels in het Japanse Daito Ryu Aiki Jujutsu, waaruit ook aikido voortgekomen is.

## Betekenis
De betekenis van het woord hapkido, laat zich het beste op de volgende manier uitleggen.
- HAP (합/合)

staat voor 'harmonie van lichaam en geest',
- KI (기/氣)

staat voor 'Innerlijke kracht' en
- Do (도/道)

staat voor 'de wil/weg om iets te bereiken'
Zodra hapkido geschreven wordt in hanja is de naam overigens identiek aan die van het Japanse aikido. De Koreaanse en Japanse uitspraak verschilt echter.

## Stijlen
Hoewel hapkido een vrij jonge vechtkunst is, zijn er inmiddels al vele verschillende hapkido-stijlen ontstaan.

## Technieken
Hapkido kent een breed arsenaal aan technieken en wordt dan ook wel een complete vechtkunst genoemd. De technieken die de hapkido-beoefenaar leert zijn onder te verdelen in de volgende categorieën.
- Valbreken (nakbub)
- Trap- en stoottechnieken
- Losmaak(bevrijdings)-technieken
- Gewrichtsklemmen
- Drukpunten
- Wapens

Het oefenen met wapens is in veel scholen voorbehouden aan de gevorderde leerling. In sommige scholen wordt meer aandacht besteed aan het gewapende gevecht dan in andere. Wapens die een hapkido-beoefenaar tijdens zijn carrière tegen kan komen zijn:
- dan bong (단봉), een korte stok van ongeveer 30 cm
- joong bong (중봉), een middellange stok van ongeveer 120 cm
- jang bong (장봉), een lange stok van ongeveer 200 cm
- Kom (검), een zwaard of Mook kom (목검), houten zwaard
- Ti (띠), de band of een touw
- Kal (칼), het mes
- Ji Pangi, (지팡이), de wandelstok

In sommige scholen worden tevens loopvormen (poomse, hyung) onderwezen, maar in de meeste scholen vormen deze geen onderdeel van het lesprogramma. Het traditionele hapkido kende in ieder geval geen loopvormen.

## Terminologie
In een hapkido-oefenruimte, dojang (도장), wordt vaak gebruikgemaakt van Koreaanse terminologie. Zo draagt de hapkido-beoefenaar een dobok (도복) met daaromheen een Tti (띠). De beginnende hapkido-beoefenaar draagt de witte band, welke in veel stijlen de negende gup (급) genoemd wordt. De zwarte band graden worden dan (단) genoemd. Er zijn ook negen dan-graden.

## Gradatie
Teneinde het niveau van een hapkido-beoefenaar aan te geven, wordt gebruikgemaakt van een gradensysteem. Dit systeem bestaat uit twee delen. De zogenaamde negen gup (급) en negen dan (단) graden. De gupgraden lopen af van negen t/m één en de dan-graden lopen juist op van één t/m negen. Sommige scholen gebruiken meer dan tien gups, met name wanneer er veel les wordt gegeven aan kinderen. Om van de ene naar de andere graad te stijgen, dient men vaak een examen af te leggen. De tijd tussen gup-examens is meestal drie tot zes maanden. Tussen dan-examens kan enkele jaren zitten. Als vuistregel kan men aanhouden dat het nummer van de dan-graad aangeeft hoelang het duurt voordat men examen kan doen. Iemand zou dus tussen tweede en derde dan drie jaar moeten trainen voordat hij of zij examen kan afleggen.

In sommige gevallen wordt ook de tiende dan aan personen toegekend. Meestal aan personen die zich in hoge mate hebben ingezet binnen hun eigen organisatie of stijl. Anderen zijn van mening dat de tiende dan alleen bestemd zou moeten zijn voor de leider van een bepaalde hapkido-organisatie of stijl.
De kûps worden aangegeven met een systeem van gekleurde banden. Deze banden worden om de middel van de beoefenaar gedragen. De gebruikte kleuren verschillen per school, maar de eerste kleur is altijd wit. In het schema hiernaast zijn de kleuren van de gups aangegeven volgens het meest gangbare systeem in Korea. Nederlandse scholen gebruiken meestal een verschillende kleur voor iedere gup, of banden met meerdere kleuren.
Dangraadhouders, ook wel yudanja (유단자) genoemd, dragen altijd een zwarte band. In plaats van een band wordt ook wel gebruikgemaakt van een sjerp.

In principe kun je alleen aan de band van een yudanja niet zien welke dan hij heeft. Er wordt in de regel niet gebruikgemaakt van streepjes op de band om aan te geven welke dan men heeft, zoals dat in sommige andere vechtkunsten wel gebruikelijk is. Op de band kan verder de naam van de beoefenaar en/of de naam van de kwan waar hij of zij toe behoort worden gezet.

## Geschiedenis
De korte geschiedenis van hapkido is lang niet zo overzichtelijk als men zou verwachten van een vechtkunst die ongeveer 60 jaar oud is. Het feit dat hapkido opgebouwd is uit technieken van verschillende stijlen is daar mede debet aan. Daarnaast werden in het begin de Japanse wortels van hapkido vaak verzwegen en werd verteld dat hapkido-technieken teruggingen op veel oudere traditionele Koreaanse stijlen. Hoewel technieken uit deze stijlen zeker hun weg naar het hapkido-curriculum gevonden hebben wordt de basis van hapkido voor het merendeel gevormd door technieken uit het Daito Ryu Aiki Jujutsu van Sokaku Takeda. Waarbij opgemerkt kan worden dat eeuwen eerder vechtkunst naar Japan werd geëxporteerd vanuit het koninkrijk Paekche. Maar op hun beurt waren de technieken uit Paekche waarschijnlijk heel erg beïnvloed door Chinese stijlen. Iets wat opgemaakt kan worden uit afbeeldingen en beelden uit die tijd. Hoe dan ook, we weten niet meer wat voor soort technieken het waren en het is dus veilig om te zeggen dat de technieken uit Japan die een grote invloed hadden op het hapkido sinds die tijd een enorme ontwikkeling hebben doorgemaakt.

## Belangrijke personen in het Hapkido

### Choi Yong-sul
Een persoon die een belangrijke rol heeft gespeeld in het overbrengen van de technieken uit Japan naar Korea is Choi Yong-sul (최용술). Choi wordt dan over het algemeen ook als de grondlegger van het hapkido gezien.
De manier waarop Choi zich de technieken van Sokaku Takeda heeft eigen gemaakt is nooit duidelijk geworden. Door sommigen wordt beweerd dat Choi de geadopteerde zoon van Takeda was, maar hier zijn geen bewijzen voor. Waarschijnlijker is het dat Choi een werknemer van Takeda was en op die manier kennis heeft kunnen maken met de technieken die het meest praktisch waren voor het uitoefenen van zijn werk.

Choi beweerde later dat hij papieren van Takeda had gekregen die moesten aantonen dat hij bevoegd was om het Daito Ryu te onderwijzen. Deze papieren zou hij echter verloren hebben. In de, vrij nauwkeurige, administratie van Takeda komt Chois naam niet voor, en ook zijn Japanse naam, Yoshida Asao, komt niet voor. Beweerd wordt dat dit komt doordat Choi Koreaan zou zijn, maar de namen van andere Koreanen die onder Takeda hebben gestudeerd staan wel in de administratie vermeld.
Hoewel dit verhaal dus duidelijk een aantal hiaten kent, is het zonder meer duidelijk dat Choi een formidabel vechtkunstenaar was toen hij terugkeerde naar Korea. Choi begon voor het eerst les te geven aan Suh Bok Sup (서복습). Suh was de directeur van een bierbrouwerij waar Choi vaak graan haalde voor zijn varkens. Suh had reeds ervaring met Yudo (유도, Koreaans Judo) en was onder de indruk van Chois vechtstijl en vroeg hem om hem les te geven.

In deze begintijd noemde Choi zijn stijl Yawara, en vestigde hij zich in de stad Daegu.

Choi Yong-sul hield zich op de achtergrond en bleef rustig lesgeven in zijn stijl zonder al te veel toevoegingen. In 1986 overleed Choi Yong-sul. Hij werd opgevolgd door zijn zoon Choi Bok-yeol die echter in 1987 bij een ongeluk om het leven kwam. Een officiële tweede opvolger was toen nog niet aangewezen. In 2000 nam Kim Yun-sang officieus het roer over als de derde doju. Hij voert momenteel de hapki yusul-beweging aan vanuit zijn school in Gumsan.

### Chang Chin-Il 9de Dan

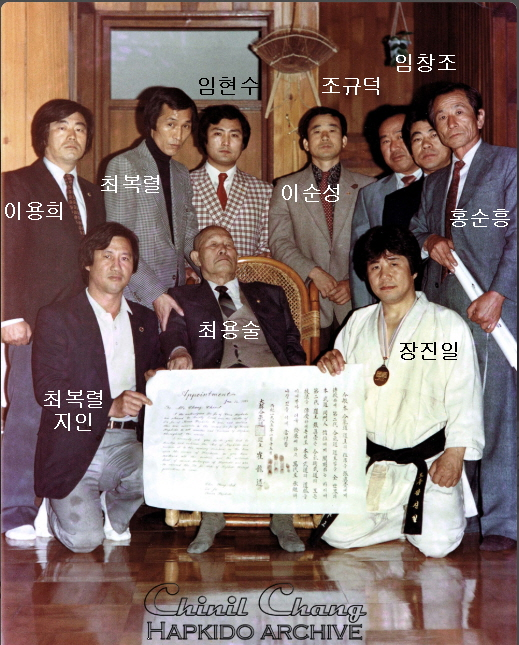

Grootmeester Chang Chin-Il (1940 - 2018) was de eerste persoon in de geschiedenis van het Hapkido die de eer had om in 1980 het 9de dan Hapkido certificaat te mogen ontvangen uit handen van Choi, Yong Sul. Later zouden nog maar drie anderen Meesters deze graduatie ontvangen. Grootmeester Chang Chin-Il erfde de titel van Doju in Choi's persoonlijke en complete systeem van Hapkido op 15 januari 1985. Een formele inauguratieceremonie volgde op 11 april 1985. Dit historische evenement werd uitgezonden door Korea Sports News en MBC Korean Television. Choi Yong-sul, Chang Chin-Il, Lim Hyun-Soo en Choi's zoon, wijlen Choi Bok-yeol, waren hierbij aanwezig. Grootmeester Chang Chin-Il is overleden op 23 februari 2018 als gevolg van hypertensieve cardiovasculaire aandoeningen.

### Lim Hyun-Soo 9de Dan
Lim Hyun-soo (임현수) Grootmeester Lim, Hyun-soo trainde 19 jaar onder hapkido dojunim Choi Yong-Sul. Grootmeester Lim Hyun-soo opende Jungki Kwan op 24 oktober, 1974 in de stad Daegu in Zuid-Korea. Nadat Choi Yong-Sul zijn school sloot in 1976, bracht Dojunim Choi dagelijks veel tijd door bij Jungkikwan. Grootmeester Lim geeft nog steeds actief les, zowel in binnen- als buitenland.

### Kim Yun Sang 9de Dan
Grootmeester Kim Yun Sang is de derde persoon in de geschiedenis die van de Grondlegger Choi Young Sul de negende dan heeft gekregen. Dit was op 20 mei 1984. Kim Yun Sang is daarmee een van de vier hoogst gegradueerde Grootmeester onder Choi Young Sul. Hij geeft nog altijd les in Hapkido (Hapki Yusul) en zijn hoofd Do-Jang is gevestigd in Gunsan Zuid-Korea. Hij is tot aan de dood van Choi Young Sul in 1986 bij de grondlegger blijven trainen. De grondlegger Choi zijn zoon Choi Bok-yeol zou de organisatie overnemen, maar omdat deze door een ongeluk om het leven kwam heeft Grootmeester Kim Yun Sang in 2000 als derde Doju de organisatie voortgezet.

### Ji Han-jae
Een andere persoon die veel invloed heeft gehad op de ontwikkeling van het hapkido is Ji Han-jae (지한재) geweest. Ji was in zijn tienerjaren een leerling van Choi Yong-sul. Hij verhuisde later echter naar Seoel en begon daar zijn eigen school. Ji bestudeerde naast het yawara van Choi ook traditionele Koreaanse vechtkunsten zoals taekgyeon en kreeg meditatielessen van een vrouwelijke monnik genaamd Lee, die hij later oma noemde (deze vrouw was niet zijn echte oma, maar het is voor Koreanen gebruikelijk om oudere mensen met opa en oma aan te spreken).

In Seoel groeide de school van Ji aanzienlijk en veel mensen sloten zich bij Ji's organisatie aan. Veel van deze mensen hadden reeds ervaring in Koreaanse vechtkunsten en namen hun ervaring mee naar de school van Ji. Zo werd het arsenaal aan technieken steeds uitgebreider. Ji Han-jae beweert dat hij als eerste de naam hapkido ging gebruiken.
In de jaren zestig waren er in Korea drie bewegingen die zich afzonderlijk van elkaar met hapkido bezighielden. Deze bewegingen waren gesitueerd rond drie steden, namelijk:
- Daegu (Chois aanhang)
- Seoel (Ji's aanhang) en
- Busan (de beweging waar later ook het Kuk sool won uit is ontstaan).

Hoewel er onderling wel contact was, groeiden de bewegingen steeds verder uit elkaar. Dit is mede te wijten aan het feit dat in die tijd het lang niet zo gemakkelijk was om van de ene stad naar de andere stad te reizen zoals dat tegenwoordig het geval is. Een modern wegennet bestond nog niet in het door de Koreaanse Oorlog geteisterde schiereiland. 

Daarnaast gingen steeds meer politieke belangen meespelen. Iets waar vooral de groep in Seoel last van had omdat zij natuurlijk in de hoofdstad het dichtst bij het politieke vuur zat. Ji Han-jae werkte zich op tot lijfwacht van de Koreaanse president. Iets wat hem voldoende politieke macht gaf om helemaal voor zichzelf te beginnen (een hoge positie is namelijk belangrijk in het statusgevoelige Korea). Een actie waar niet iedereen tevreden mee was, en zo ontstonden nog meer afsplitsingen. In het begin van de jaren 70 speelde Ji Han-jae in een film 'hapkido' genaamd samen met Angela Mao Ying. Later speelde Ji Han-jae ook een rol in de Bruce Lee film 'Game of Death'.
In 1979 werd de Koreaanse president Park Chung-hee doodgeschoten door een leerling van Ji Han-jae: Kim Jae-gyu. Kim was het hoofd van de Koreaanse veiligheidsdienst en Ji Han-jae had een rol gespeeld bij de aanstelling van Kim. Vanwege deze reden werd hij voor een jaar gevangengezet.
In 1984 emigreerde Ji Han-jae naar de Verenigde Staten en richtte zich daar op de ontwikkeling van een nieuwe hapkido-stijl. Het Sin Moo Hapkido (신무합기도) dat op die manier ontstond, wordt momenteel actief door Ji Han Jae gepromoot.

### Hwang InShik
Hwang InShik is een leerling van Choi Yong-Sul, die hem later naar Ji Han Jae stuurde. Hwang is wereldwijd bekend geworden door zijn optredens in Bruce Lee films, films met Jackie Chan en de klassieke Hapkido-film. Hij is geboren in Noord-Korea en is door de oorlog verhuisd naar Zuid-Korea, hij leeft tegenwoordig in Canada in geeft daar nog altijd les.

### Myung Jae-nam
Myung Jae-nam sloot zich aan bij de beweging van Ji Han-jae in Seoel en was een van de medeoprichter in 1965 van de Korea Hapkido Association. Myung Jae-nam is bekend geworden als degene die een brug probeerde te slaan tussen de Koreaanse en Japanse tradities. Het door hem ontwikkelde hankido is een mengeling van Koreaanse hapkido en Japanse aikido technieken.

Myung Jae-nam stond tot aan zijn dood in 1999 aan het hoofd van de International H.K.D Federation.

### Han Bong-soo
Han Bong-soo (한봉수) was een leerling van Choi Yong-sul en Ji Han-jae, verhuisde later naar Californië en speelde in de films Billy Jack en Kentucky Fried Movie. Han Bong-soo stond bekend om zijn uitstekende beheersing van traptechnieken. Han Bong-soo startte zijn eigen federatie: International Hapkido Federation. (niet te verwarren met de IHF van Myung Jae-nam) Han Bong-soo overleed 8 januari 2007.

### Myung Kwang-sik
Myung Kwang-sik (명광식) is een leerling van Ji Han-jae die later ook bij Choi Yong-sul gestudeerd heeft. Hij begon in Korea zijn eigen school onder de naam yeonmukwan (연무관 ) maar emigreerde later naar de Verenigde Staten, waar yeonmukwan overging in de World Hapkido Federation (WHF). Myung Kwang-sik bracht het eerste Engelstalige boek uit over Hapkido: Korean Hapkido Ancient Art of Masters. Hij schreef later meerdere boeken en bracht diverse video's uit. Hij is de voorzitter van de WHF.

### Yoo Byung-don
Yoo Byung-don is een directe leerling van Choi Yong Sul.
Yoo Byung Don startte de: Orthodox Hap Ki Do Association Korea. In 1992 publiceerde Yoo Byung-don zijn eerste boek: Traditional Hapkido. Zijn Hapkido-geschiedenis staat beschreven in het boek van Dr. He-Young Kimm "History of Korea and Hapkido" dat in 2008 is gepubliceerd.

## Wereldwijde verbreiding
Hapkido's verbreiding werd in gang gezet door twee factoren. Het waren in de jaren zeventig met name mensen uit Ji Han Jaes groep die emigreerden naar de Verenigde Staten. Bekende leraren die deze stap maakten waren Hwang InSik, Myung Kwang-sik (명광식) en Han Bong-soo (한봉수). De laatste had tijdens de Vietnamoorlog reeds lesgegeven aan diverse Amerikaanse GI's. Ook deze laatste groep zorgde voor een verdere verbreiding van het hapkido. Bekend zijn ook de films waarin Ji Han Jae mee speelt: Game of Death (Bruce Lee) en de film Hapkido.

## Koreaanse organisaties
In Zuid-Korea bestaan tegenwoordig talloze organisaties die zich tot doel hebben gesteld om het hapkido te promoten.

## In de lage landen

### België
In België zijn diverse organisaties actief in het promoten van hapkido. De bekendere stijlen zoals Sin Moo Hapkido, Jin Jung Kwan Hapkido en de International H.K.D Federation worden allemaal officieel vertegenwoordigd in België, maar ook minder bekende stijlen, zoals het Hwalmoo hapkido.

### Nederland

#### Begin
Hapkido werd in Nederland geïntroduceerd door Robert Pellikaan in 1979. Pellikaan kwam terug uit Nieuw-Zeeland waar hij les had gekregen in hapkido van Lee Jung-nam. Pellikaan richtte in Nederland de Hapkido Bond Nederland op en begon les te geven. In 1980 werden in Leidschendam voor het eerst hapkido-examens afgenomen. Vanuit de H.B.N. werden contacten gelegd met de International Hapkido Federation van grootmeester Myung Jae-nam in Zuid-Korea. In 1986 en 1989 bracht Myung Jae-nam een bezoek aan Nederland en introduceerde zijn eigen hapkido-stijl: het hankido. Intussen werd in verschillende richtingen gezocht naar wie nu eigenlijk de grondlegger van Hapkido is. In 1993 vertrok (4e Dan) Pellikaan weer naar Nieuw-Zeeland. Het Hapkido in Nederland werd opgesplitst in verschillende richtingen.
Nederlandse HKD Federatie
De Nederlandse Hapkido Hankido Hankumdo Federatie, vaak afgekort als Nederlandse HKD Federatie (NHF). Het is een aikido-achtige stijl, ontwikkeld door Myong Jae Nam. Het curriculum van de NHF bestaat uit hankido, modern hapkido en hankumdo.

#### Traditioneel Hapkido
In Groningen was het Wim van Kempen, een van de eerste leerlingen van Robert Pellikaan, die een sterke interesse toonde in het traditionele hapkido van Choi Yong-sul. Hij besloot zich af te splitsen van Pellikaans organisatie en begon zijn eigen zoektocht naar de wortels van het Hapkido. Dit bracht hem onder meer in contact met grootmeester Yoo Byung-don (유병돈). Yoo Byung-don is een directe leerling van Choi Yong-sul die probeert om de stijl van Choi Yong-sul zo authentiek mogelijk door te geven aan komende generaties. Yoo Byung Don is de oprichter van de Orthodox Hapkido Association Korea en publiceerde in 1992 zijn eerste boek: "Traditional Hapkido". Sinds 2018 werkt de organisatie van Wim van Kempen nauw samen met de JHKBN. 

#### Nederlandse Hapkido Associatie
De Nederlandse Hapkido Associatie is opgericht door Jelte de Graaf. Jelte begon zijn hapkido-training onder Robert Pelikaan en Wim van Kempen. Nadat Wim en Jelte zich afgesplitst hadden van de Nederlandse Hapkido Bond, gingen ze op zoek naar de wortels van hapkido. Ze reisden af naar Korea en bezochten diverse oorspronkelijke hapkido meesters. Later besloten beide meesters hun eigen weg te gaan. Jelte de Graaf ging verder op zoek naar wat nu eigenlijk met hapkido werd bedoeld en na een lange zoektocht langs diverse meesters en grootmeesters in Europa, Korea, Canada en USA, richtte hij in 1991 de Nederlandse Hapkido Associatie (NHA) op. De NHA onderhoudt contacten met Grootmeesters en meesters in binnen- en buitenland.

#### Jungki Hapkido en Kuhapdo Bond Nederland (Jungki Kwan Nederland)
Het bondsburo van de Jungki Hapkido en Kuhapdo Bond Nederland (JHKBN) is er. Het doel van de JHKBN is het promoten en onderwijzen van het traditionele hapkido zoals dit door grondlegger Choi Yong-sul aan grootmeester Lim Hyun-soo is doorgegeven. De JHKBN heeft op dit moment verschillende scholen in Nederland. Sportiviteit, plezier, zelfbewustzijn, zelfontwikkeling, veiligheid en wederzijds respect zijn randvoorwaarden die bij de JHKBN hoog in het vaandel staan. In dit klimaat wil de bond het Jungki Hapkido en Kuhapdo uitdragen. De JHKBN is tevens aangesloten bij de Federatie Oosterse Gevechtskunsten en het NOC/NSF. 
Jin Mu Kwan
Jin Mu Kwan is een hapkidostijl welke de originele, traditionele technieken van oprichter Choi Young Sul doceert. Het hoofdkwartier van Jin Mu Kwan Nederland is gevestigd in Oude Tonge op het eiland Goeree Overflakkee. Jin Mu Kwan is opgericht door Grootmeester Lim Chae Kwan. Het hoofdkwartier van Jin Mu Kwan in Korea is in de stad Daegu (de bakermat van het hapkido) gevestigd. Jin Mu Kwan Nederland onderhoud nauwe contacten met het hoofdkwartier van Grootmeester Lim Chae Kwan. Zo gaan leden van Jin Mu Kwan Nederland elk jaar naar Korea om daar te trainen en bij te leren.

#### Overige stijlen
Vrijwel alle hapkido-organisaties in Nederland onderhouden directe contacten met Koreaanse grootmeesters, maar er zijn ook scholen die zelfstandig opereren.
- Yeon Mu Kwan Hapkido. Sinds 2006 wordt in Nederland het Hapkido van Myung Kwang-sik gepromoot door de "Dutch HKD Federation" welke is aangesloten bij de World Hapkido Federation van deze grootmeester.
- Een andere hapkido-stijl die de laatste jaren veel aan populariteit wint in Nederland is het Jin Jung Kwan Hapkido (진중관 합기도).